# Litsea tomentosa
Litsea tomentosa Blume – gatunek rośliny z rodziny wawrzynowatych (Lauraceae Juss.). Występuje naturalnie na indonezyjskiej wyspie Jawa oraz w malezyjskich stanach Penang, Perak, Pahang oraz Selangor na Półwyspie Malajskim. 

## Morfologia
PokrójZimozielone drzewo dorastające do 27 m wysokości. Pień wyposażony jest w korzenie podporowe. Kora jest gładka i ma ciemnobrązową barwę.
LiścieMają odwrotnie jajowaty, podłużny lub eliptyczny kształt. Mierzą 12–23 cm długości oraz 3–9 cm szerokości. Są skórzaste. Nasada liścia jest klinowa. Blaszka liściowa jest o ostrym wierzchołku. Ogonek liściowy jest omszony i dorasta do 15–40 mm długości.
KwiatySą jednopłciowe, zebrane w grona o długości 1 cm, rozwijają się w kątach pędów.
OwoceMają elipsoidalny kształt, osiągają 30 mm długości i 20 mm szerokości.

## Biologia i ekologia
Roślina jednopienna. Rośnie w lasach. Występuje na wysokości do 700 m n.p.m.